# Sanguinet

Sanguinet este o comună în departamentul Landes din sud-vestul Franței. În 2009 avea o populație de 3.133 de locuitori.

## Evoluția populației
| An        | 1975  | 1982  | 1990  | 1999  | 2006  | 2009  |
| --------- | ----- | ----- | ----- | ----- | ----- | ----- |
| Populație | 1.364 | 1.368 | 1.695 | 1.982 | 2.895 | 3.133 |